# هومان موسوی
هومان موسوی یک وبلاگ‌نویس منتقد است که دربارهٔ سیاست ایران، سیاست خارجی، روابط بین‌الملل می‌نویسد.

## زندگی‌نامه
هومان موسوی در شب یلدای سال۱۳۶۵ (۳۰ آذر ماه) در زندان عادل آباد شیراز متولد شد. مادرش در تابستان ۱۳۶۷ و پدرش در سال ۱۳۶۵ در زندان عادل‌آباد اعدام شدند. از زمان تولد تا اعدام مادر با او در زندان به سر برد. وی که حداقل دو سال از کودکی خود را در زندان اوین سپری کرده‌است. او از معدود زندانیانی است که در دهه ۶۰ در بند نسوان زندان اوین به دنیا آمد و پدر و مادرش در سال‌های ۶۰ – ۶۷ با حکم دستگاه قضایی بازداشت و اعدام شدند.
- ۱۳۸۴ شروع فعالیت سیاسی با حزب اسلامی کار
- انتخابات ریاست جمهوری سال ۱۳۸۸ و گسترش فعالیت‌های سیاسی و مسول ستاد جوانان میرحسین موسوی واقع در چهار راه سرسبز تهران
- ۱۳۹۱ کمیته روابط عمومی
- ۱۳۹۲ کانون کنشگرایان ایران ـ اسلو
- ۱۳۹۳ مادران صلح ایران ـ اسلو

### بازداشت
او از فعالان ستادهای میرحسین موسوی بود. این وبلاگ‌نویس در ۱۲ فروردین سال ۸۹ در منزل عمه اش از سوی مأموران وزارت اطلاعات بازداشت شد، هومان به اتهام شرکت در تجمعات پس از انتخابات بازداشت و از سوی قاضی مقیسه به سه سال حبس تعزیری محکوم شد. دادگاه او پس از ۹ ماه حبسش در زندان اوین برگزار شد. به گفته خود او، وی به مدت ۹ ماه در بند ۲۰۹ زندان اوین نگهداری می‌شد. از او به عنوان یک زندانی سیاسی یاد شده‌است. به گفته خود او، به جرم تبلیغ علیه نظام، ۲۱۱ روز از دوره بازداشت خود را در سلول انفرادی بند ۲۴۰ زندان اوین گذارنده است. پس از آن به اتاق ۱۱۲ بند ۲۰۹ زندان اوین منتقل شد. به گزارش هرا نیوز، این بندها تحت نظر وزارت اطلاعات ایران اداره می‌شوند. وی پس از تجدید نظرخواهی در حکم صادره از سوی شعبه ۳۶ دادگاه تجدید نظر استان تهران مجدداً به سه سال حبس تعزیری و ۷۴ ضربه شلاق محکوم شد. برادر او یاسان موسوی نیز مدتی در زندان اوین محبوس بوده‌است.
او به خانواده زندانیان سیاسی سر می‌زند و بر سر قبر ندا آقاسلطان و سهراب اعرابی و دیگر کشته شدگان پس از انتخابات ریاست جمهوری حضور پیدا می‌کند. همین مسئله بار دیگر فشارهای بعدی مأموران امنیتی را موجب می‌شود. بازجویش بار دیگر او را احضار می‌کند.
او از کشور خارج شده و در حال حاضر در نروژ سکونت دارد.